# (32658) 4800 P-L
4800 P-L (asteroide 32658) é um asteroide da cintura principal. Possui uma excentricidade de 0.21113350 e uma inclinação de 2.45603º.
Este asteroide foi descoberto no dia 24 de setembro de 1960 por Cornelis Johannes van Houten e Ingrid van Houten-Groeneveld e Tom Gehrels em Palomar.